# Schauspiel Köln
La Schauspiel Köln est le théâtre traditionnel de Cologne. 
Il forme, avec l'Opéra de Cologne l'ensemble institutionnel Bühnen der Stadt Köln (de) (Scènes de la Ville de Cologne).

## Capacité
Le bâtiment contient 1 010 places, dont 830 dans la « Großen Haus », 120 dans le « Schlosserei » et soixante dans le « Erfrischungsraum ».